# (500377) 2012 TB59
(500377) 2012 TB59 es un asteroide perteneciente al cinturón de asteroides, descubierto el 8 de octubre de 2012 por el equipo del Mount Lemmon Survey desde el Observatorio del Monte Lemmon, Arizona, Estados Unidos.

## Designación y nombre
Designado provisionalmente como 2012 TB59.

## Características orbitales
2012 TB59 está situado a una distancia media del Sol de 3,177 ua, pudiendo alejarse hasta 3,464 ua y acercarse hasta 2,891 ua. Su excentricidad es 0,090 y la inclinación orbital 9,251 grados. Emplea 2069,01 días en completar una órbita alrededor del Sol.

## Características físicas
La magnitud absoluta de 2012 TB59 es 16,4.